# El Cuahulote
El Cuahulote är en ort i Mexiko.   Den ligger i kommunen Cualác och delstaten Guerrero, i den sydöstra delen av landet, 190 km söder om huvudstaden Mexico City. El Cuahulote ligger 1 314 meter över havet och antalet invånare är 360.
Terrängen runt El Cuahulote är huvudsakligen kuperad, men österut är den bergig. Runt El Cuahulote är det ganska tätbefolkat, med 65 invånare per kvadratkilometer. Närmaste större samhälle är Huamuxtitlán, 6,1 km öster om El Cuahulote. Omgivningarna runt El Cuahulote är en mosaik av jordbruksmark och naturlig växtlighet.